# Teresa Królikowska
Teresa Królikowska (ur. 28 listopada 1955 w Leśniczówce) – polska polityk, samorządowiec, była członek zarządu województwa lubelskiego.

## Życiorys
Ukończyła II Liceum Ogólnokształcące w Chełmie, następnie studia na Akademii Rolniczej w Lublinie. Od 1975 pracowała w Urzędzie Gminy Ruda-Huta, kolejno jako geodeta i kierownik referatu.
W latach 1990–1996 pełniła funkcję zastępcy wójta tej gminy. Była też zastępcą dyrektora wydziału w Chełmskim Urzędzie Wojewódzkim i dyrektorem biura senatorskiego Mariana Cichosza.
W 1998 uzyskała mandat radnej powiatu chełmskiego, obejmując stanowisko wicestarosty. W 2002 została wybrana do sejmiku lubelskiego II kadencji z ramienia Polskiego Stronnictwa Ludowego. W okresie 2003–2005 wchodziła w skład zarządu województwa. W 2006 ponownie weszła w skład rady powiatu. Powołano ją do zarządu powiatu chełmskiego (zrezygnowała w 2007) i na dyrektora Wydziału Rozwoju Gospodarczego. 1 stycznia 2008 została zarządcą komisarycznym, a następnie prezesem PKS „Wschód”. Zrezygnowała w 2014, przechodząc do pracy w KRUS.
W 2010 kolejny raz wybrana na radną powiatową. W 2014 nie ubiegała się o reelekcję.
Działa w Radzie Konsultacyjnej przy Parlamentarnym Zespole ds. Energetyki, Stowarzyszeniu Krajowe Forum Kobiet, Przedwyborczej Koalicji Kobiet, Stowarzyszeniu Niepełnosprawnych Podajmy Sobie Ręce w Chełmie. Wyróżniona tytułem „Człowiek Roku Ziemi Chełmskiej”.
Zamężna, ma dwóch synów.